# Volkswagen Autoeuropa
Die Volkswagen Autoeuropa Lda. ist ein Automobilhersteller in Portugal in der Ortschaft Quinta do Anjo, einer Gemeinde, die nach den Regionalstrukturen dem Landkreis (Concelho) Palmela zugeordnet ist. Die Volkswagen Autoeuropa ist eine 100 %-Tochter der Volkswagen AG.

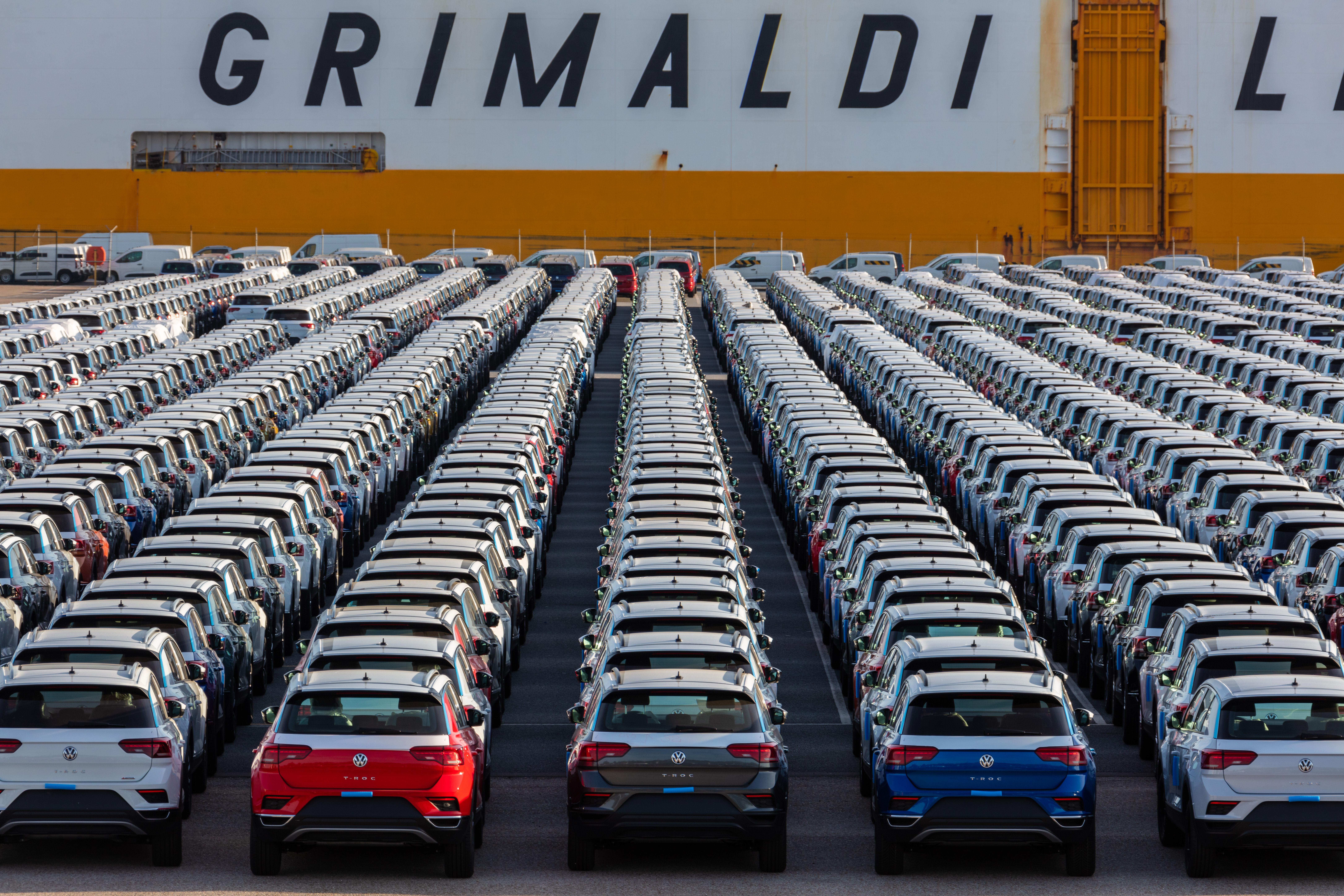
Fahrzeuge, die bei Volkswagen Autoeuropa hergestellt wurden

## Geschichte
Nach Unterzeichnung einer Joint-Venture-Vereinbarung zwischen der Volkswagen-Gruppe und Ford im Juli 1991 wurde die zwei Millionen Quadratmeter große Anlage in vier Jahren gebaut, darunter ein umgebendes Gewerbegebiet, auf dem sich die wichtigsten Lieferanten befinden. Der Bau des Werkes war die größte in Portugal getätigte ausländische Investition. Die Anfangsinvestition belief sich 2003 auf € 1,97 Mrd., und 2007 wurden weitere € 1,1 Mrd. in die weitere Entwicklung und Modernisierung des Werkes investiert. Bis 2018 sollten weitere rund € 677 Mio. investiert werden und damit Produktion und Produkte auf den Modularen Querbaukasten (MQB) umgestellt werden. Durch die Modernisierung des Werkes wurden insgesamt rund 500 neue Arbeitsplätze geschaffen.
Eröffnet 1995 als ein 50/50 Joint-Venture, war die ursprüngliche Absicht, einen gemeinsam gestalteten Van unter drei Marken zu verkaufen: VW Sharan I, Seat Alhambra I und Ford Galaxy. Bei der Produktion dieser Fahrzeuge erreichte Autoeuropa fast seine Kapazitätsgrenze von 172.500 Einheiten pro Jahr. Als Ford das Joint-Venture verließ und der Produktlebenszyklus sich dem Ende näherte, übernahm Volkswagen 1999 die Anlage zu 100 %, wobei die Produktion erheblich sank. Im Volkswagen-internen Bietsystem hatte die Anlage für neue Modelle mit anderen Volkswagen-Werken zu konkurrieren, und das Werk drohte geschlossen zu werden.
Schließlich gewann Autoeuropa 2005 die Produktion des neuen Volkswagen Eos, was zu einer Auslastung von 79.896 Fahrzeugen mit den bisherigen Modellen führte. 2008 begann die Produktion der dritten Generation des VW Scirocco. Die meisten der ca. 100.000 Wagen pro Jahr werden ausgeführt und stellen 4,2 % des gesamten portugiesischen Exports.
Das Werk nahm auch an den Ausschreibungen für die Produktion des neuen VW BlueSport Roadster teil.
Zwei Bundespräsidenten, Christian Wulff am 11. Februar 2011 und Joachim Gauck am 25. Juli 2014, besuchten im Rahmen von Staatsbesuchen zusammen mit dem portugiesischen Präsidenten Aníbal Cavaco Silva das Werk.
Seit August 2017 wird auch der VW T-Roc bei Volkswagen Autoeuropa produziert.
Im April 2019 lief der millionste Sharan seit dem Produktionsstart vor 24 Jahren vom Band.
Autoeuropa beschäftigte im Jahr 2017 4.377 Personen im Werk, und im Jahr 2014 indirekt 2.350 bei den Zulieferern im Industriegebiet und 3.750 bei Zulieferern in Portugal. Im August 2023 beschäftigte das Werk etwa 5000 Mitarbeiter.

## Produktion
| Jahr | Insgesamt | VW T-Roc | VW Eos | VW Scirocco III | VW Sharan | Seat Alhambra |
| ---- | --------- | -------- | ------ | --------------- | --------- | ------------- |
| 2008 | 094.100   | -        | 43.534 | 20.472          | 19.703    | 10.282        |
| 2009 | 086.008   | -        | 17.880 | 47.277          | 14.636    | 6.215         |
| 2010 | 101.113   | -        | 22.775 | 45.230          | 23.085    | 10.023        |
| 2011 | 133.100   | -        | 22.511 | 42.481          | 49.969    | 18.139        |
| 2012 | 112.550   | -        | 11.138 | 33.620          | 48.399    | 19.393        |
| 2013 | 091.200   | -        | 7.651  | 23.400          | 40.159    | 19.990        |
| 2014 | 102.250   | -        | 6.567  | 23.573          | 49.498    | 22.612        |
| 2015 | 102.158   | -        | 4.559  | 16.251          | 53.423    | 27.925        |
| 2016 | 085.126   | -        | -      | 11.963          | 41.949    | 31.214        |
| 2017 | 110.256   | 22.724   | -      | 8.199           | 45.695    | 33.638        |
| 2018 | 220.923   | 170.875  | -      | -               | 30.460    | 19.588        |
| 2019 | 256.878   | 208.150  | -      | -               | 25.707    | 23.021        |
| 2020 | 192.000   | 166.702  | -      | -               | 10.622    | 14.676        |
| 2021 | 210.732   | 201.131  | -      | -               | 5.432     | 4.169         |
| 2022 | 230.974   | 221.122  | -      | -               | 4.510     | 5.342         |
| 2023 | 204.643   | 204.643  | -      | -               | -         | -             |

Die Volkswagen Autoeuropa Lda. stellte 2018 am Produktionsstandort die Modelle Volkswagen T-Roc und Sharan sowie SEAT Alhambra mit einer Jahresstückzahl von insgesamt 223.200 Fahrzeugen her, wobei der Höchstwert in den Jahren 2017 und 2018 eine Produktion von 860 Fahrzeugen pro Tag erreichte.

### Modellübersicht

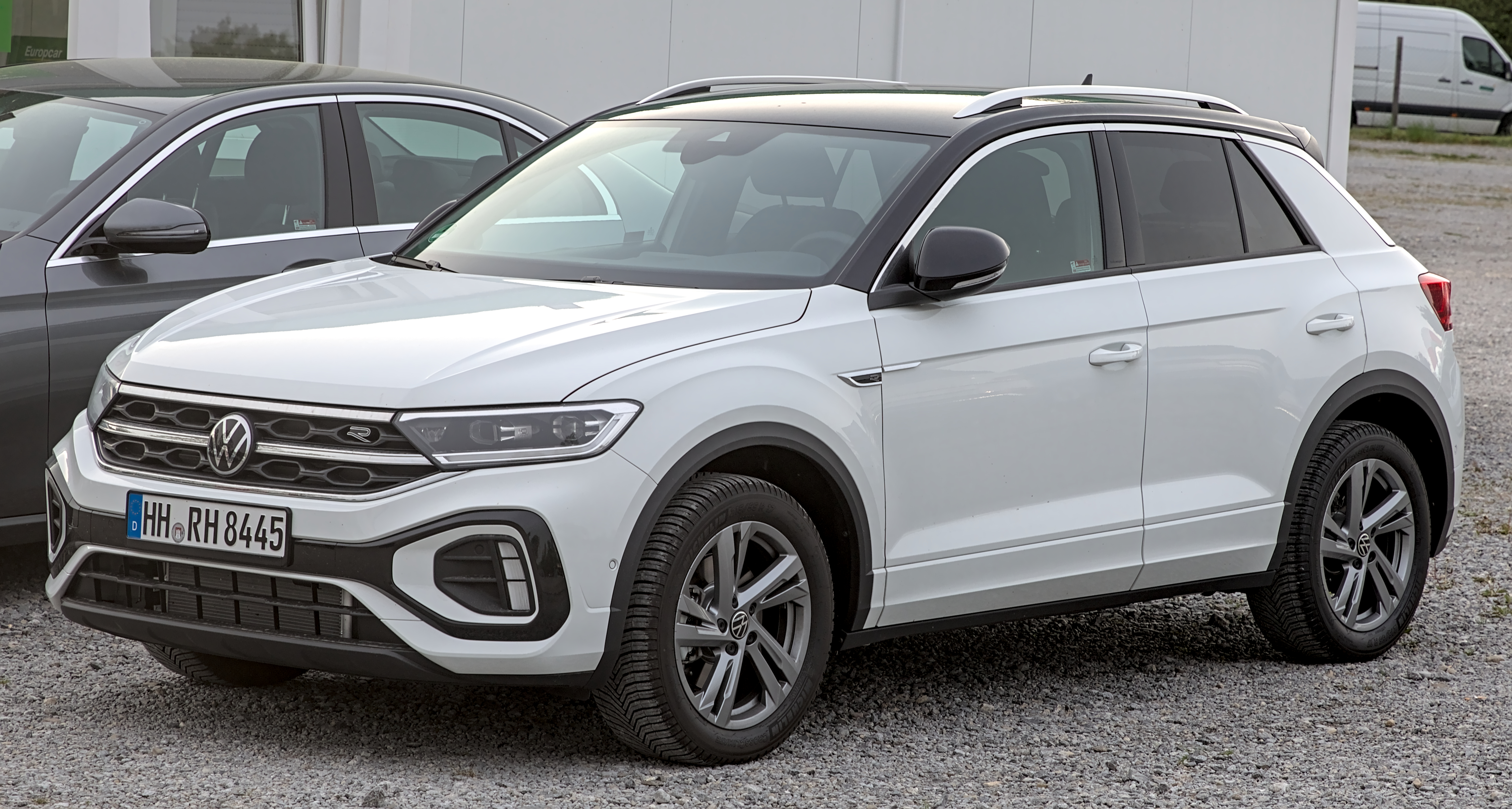
Volkswagen T-Roc seit 2017